# Althaea
Althaea é um género botânico de 18 espécies reconhecidas  de herbáceas perenes pertencente à família das malváceas, comummente designadas malvaísco
O género foi descrito por L., tendo sido publicado em Species Plantarum 2: 686. 1753.
Há espécimes cujas flores vão desde o branco (Althaea officinalis),  passando pelo rosa suave até ao rosa intenso (Althaea rosea).

## Nomes comuns
Além do nome malvaísco, dá ainda pelos nomes alteia e  malvavisco

## Descrição
Herbáceas perenes com talos geralmente cotanilhosos ou com densa penugem. Folhas inteiras, crenadas, dentadas, palmatilobadas o palmatipartidas razoavelmente pubescentes. Flores relativamente pequenas, em general largamente pedunculadas, solitárias ou em fascículos axilares.
Epicálice de 6-12 peças soldadas na base e cálice de 5 sépalas também soldados. Pétalas de 1 a 3 centímetros, obovados, geralmente marginados, em forma de cunha, coloridos em tons de púrpura-azulado ou esbranquiçados. Carpelos uniloculares, que podem alternar entre 8 aos 25 exemplares por verticilo. Fruto em esquizocarpo discóide com mericarpos indeiscentes, planos, de dorso convexo, ápteros, pubescentes ou glabros.

## Distribuição
São nativas da Europa e do Próximo Oriente.

## Portugal
Em Portugal este género está representado pelas seguintes espécies, todas nativas de Portugal Continental:
- Althaea cannabina L.
- Althaea hirsuta L.
- Althaea longiflora Boiss. & Reut.
- Althaea officinalis L.

## Ecologia
Privilegiam as zonas ribeirinhas e ripícolas, medrando sobre solos húmidos e arenosos.
As espécies do género Althaea servem de alimento às larvas de algumas espécies de Lepidopteras, incluindo a Bucculatrix quadrigemina.

## Taxonomia
Este género foi descrito por Carlos Linneo e publicado na obra Species Plantarum, vol.  2, p. 686, em 1753. A espécie-tipo é a Althaea officinalis L.
Etimologia
O termo Althaea provém do Grego αλθαία, -ας, derivado de άλθω, «médico, medicina, curar»; que chegou ao Latim sob a forma de althaea, -ae, alusivo ao Malvaísco ou alteia (Althaea officinalis), mas também a outras malváceas.
Este género anteriormente abarcava espécies agora incluídas no género Alcea.
Caracteres de diferenciação entre os géneros Althaea e Alce
- Pétalas de 3–6 cm; tubo estaminal pentangular, glabro; mericarpos biloculares, sulcados e ligeiramente alados no dorso > Alcea
- Pétalas de 1–3 cm; tubo estaminal cilíndrico, piloso na base; mericarpos uniloculares, planos e ápteros no dorso >	Althaea[11]

| Sistema | Classificação                        | Referência               |
| ------- | ------------------------------------ | ------------------------ |
| Linné   | Classe Monadelphia, ordem Polyandria | Species plantarum (1753) |

### Espécies
| - Althaea armeniaca - Althaea broussonetiifolia - Althaea cannabina - Althaea hirsuta | - Althaea longifolia - Althaea ludwigii - Althaea narbonensis - Althaea officinalis |

## Propriedades químicas
A raiz contém amido (37%), mucilagem (11%), pectina (11%), flavonoides, ácidos fenólicos, sacarose e asparagina.

## Usos
As alteias são usadas como ervas medicinais, especialmente, para tratar das úlceras de garganta, mas também para tratar das úlceras gástricas.
As flores e os talos tenros são comestíveis. Amiúde juntam-se a saladas ou servem-se cozidas ou fritas. São utilizadas também em cosméticos para a pele.